# AO Proodeftiki
Athlitikós Όmilos Proodeftiki Neolea w skrócie AO Proodeftiki (gr. Αθλητικός Όμιλος Προοδευτική Νεολαία, Α.Ο. Προοδευτική) – grecki klub piłkarski grający w Gamma Ethniki, mający siedzibę w mieście Nikiea.

## Historia
Klub został założony w 1927 roku pod nazwą Palea Kokkinia. W sezonie 1959/1960 po raz pierwszy w swojej historii zagrał w rozgrywkach pierwszej ligi. Po czterech sezonach gry w niej spadł do drugiej ligi. W sezonie 1963/1964 wrócił do pierwszej ligi i w sezonie 1964/1965 zajął w niej 4. miejsce, najwyższe w swojej historii (stan na 2016 rok). Łącznie w pierwszej lidze zagrał w piętnastu sezonach (stan na 2016 rok). Po raz ostatni grał w niej w sezonie 2003/2004.

## Sukcesy
- Beta Ethniki

mistrzostwo (1): 1963/1964
- Gamma Ethniki

mistrzostwo (1): 1989/1990

## Historia występów w pierwszej lidze
| Sezon     | Pozycja      | M  | Pkt. | Z  | R  | P  | GZ | GS |
| --------- | ------------ | -- | ---- | -- | -- | -- | -- | -- |
| 1959/1960 | 10.          | 30 | 58   | 10 | 8  | 12 | 34 | 36 |
| 1960/1961 | 11.          | 30 | 57   | 9  | 9  | 12 | 37 | 49 |
| 1961/1962 | 10.          | 30 | 54   | 7  | 10 | 13 | 35 | 49 |
| 1962/1963 | 15. (spadek) | 30 | 53   | 7  | 9  | 14 | 26 | 43 |
| 1964/1965 | 4.           | 30 | 64   | 11 | 12 | 7  | 39 | 32 |
| 1965/1966 | 13.          | 30 | 55   | 8  | 9  | 13 | 42 | 48 |
| 1966/1967 | 8.           | 30 | 57   | 8  | 11 | 11 | 37 | 41 |
| 1967/1968 | 16. (spadek) | 34 | 61   | 10 | 7  | 17 | 37 | 52 |
| 1969/1970 | 12.          | 34 | 65   | 9  | 13 | 12 | 36 | 34 |
| 1970/1971 | 16. (spadek) | 30 | 58   | 5  | 4  | 15 | 29 | 52 |
| 1997/1998 | 14.          | 34 | 34   | 9  | 7  | 18 | 35 | 57 |
| 1998/1999 | 12.          | 34 | 39   | 10 | 9  | 15 | 28 | 37 |
| 1999/2000 | 16. (spadek) | 34 | 28   | 7  | 7  | 20 | 27 | 55 |
| 2002/2003 | 11.          | 30 | 30   | 7  | 9  | 14 | 30 | 25 |
| 2003/2004 | 16. (spadek) | 30 | 20   | 4  | 8  | 18 | 26 | 56 |

## Stadion
Domowe mecze klub rozgrywa na stadionie o nazwie Dimotiko Stadio Nikaias w Nikiei, który może pomieścić 4361 widzów.

## Reprezentanci kraju grający w klubie
Stan na maj 2016.
| - Fotis Balopulos - Dionisis Chiotis - Takis Ekonomopulos - Dimitrios Elefteropulos - Kostas Frandzeskos - Lakis Glezos - Wasilis Joanidis - Petros Karawitis - Panajotis Kelesidis - Petros Ksantopulos - Wangelis Moras - Jorgos Mukeas | - Julian Gjeloshi - Foto Strakosha - Roland Zajmi - Alejandro Sequeira - Oliver Makor - Mamary Traoré - Mohammad Nasser Al-Afash - Khaled Al-Jaher - Bayazir Al-Said - Ołeh Protasow - Stepan Atoyan |